# BlackRock Smaller Companies Trust
BlackRock Smaller Companies Trust plc ist eine britische Investmentgesellschaft mit Sitz in Edinburgh. Die Vorgängergesellschaft war die North British Canadian Investment Company. Sie wurde 1906 gegründet.
Das Ziel des Unternehmens ist die Erzielung von Kapitalwachstum zu generieren durch Investitionen in Wertpapiere von kleineren, in Großbritannien ansässigen Unternehmen, die an der Londoner Börse oder am alternativen Investmentmarkt (AIM) notiert sind oder gehandelt werden. Es investiert auch in Wertpapiere, die im Ausland notiert sind, aber eine Zweitnotierung im Vereinigten Königreich haben.
Das Unternehmen investiert in verschiedene Sektoren, darunter Industriewerte, Finanzdienstleister, Technologie, Grundstoffe, Gesundheitswesen, Immobilien, Versorgungsunternehmen und Telekommunikation.
Im Dezember 2023 beliefen sich die verwalteten Mittel auf insgesamt 770,4 Mio. Pfund.
Der Fondsmanager des Trusts ist Ronald Arnold von BlackRock Investment Management (UK).
Das Unternehmen ist an der Londoner Börse gelistet und Teil des FTSE 250 Index.